# Liste des sites Ramsar en Afrique du Sud
Cet article recense les zones humides d'Afrique du Sud concernées par la convention de Ramsar.

## Statistiques
La convention de Ramsar est entrée en vigueur en Afrique du Sud le 21 décembre 1975.
En mars 2022, le pays compte 28 sites Ramsar, couvrant une superficie de 5 722,52 km2.

## Liste
| Site                                                 | Province                    | Notes                                                              | Date             | Superficie (km²) | Altitude (m)       | Identifiant Ramsar | Identifiant WDPA | Coordonnées                      | Photo |
| ---------------------------------------------------- | --------------------------- | ------------------------------------------------------------------ | ---------------- | ---------------- | ------------------ | ------------------ | ---------------- | -------------------------------- | ----- |
| De Hoop Vlei (en)                                    | Cap-Occidental              |                                                                    | 12 mars 1975     | 7,50             | 4 - 7              | 34                 | 68163            | 34° 27′ 25″ sud, 20° 23′ 17″ est |       |
| Barberspan (af)                                      | Nord-Ouest                  |                                                                    | 12 mars 1975     | 31,18            | 1 345 - 1 360      | 35                 | 68164            | 26° 35′ 02″ sud, 25° 35′ 02″ est |       |
| De Mond (en)                                         | Cap-Occidental              |                                                                    | 2 octobre 1986   | 9,18             | 0 - 30             | 342                | 68165            | 34° 42′ 54″ sud, 20° 06′ 32″ est |       |
| Blesbokspruit (en)                                   | Gauteng                     |                                                                    | 2 octobre 1986   | 18,58            | 1 600              | 343                | 68166            | 26° 18′ 43″ sud, 28° 30′ 14″ est |       |
| Plages à tortues/Récifs coralliens de Tongaland (en) | KwaZulu-Natal               |                                                                    | 2 octobre 1986   | 395,00           | 0                  | 344                | 68167            | 27° 29′ 38″ sud, 32° 44′ 06″ est |       |
| Système de Sainte-Lucie                              | KwaZulu-Natal               |                                                                    | 2 octobre 1986   | 1 555,00         | 0 - 130            | 345                | 68168            | 27° 55′ 30″ sud, 32° 29′ 46″ est |       |
| Langebaan (af)                                       | Cap-Occidental              |                                                                    | 25 avril 1988    | 60,00            | 0 - 193            | 398                | 68169            | 33° 09′ 11″ sud, 18° 04′ 16″ est |       |
| Lacs Wilderness (en)                                 | Cap-Occidental              |                                                                    | 28 juin 1991     | 13,00            | 1 - 200            | 524                | 68170            | 33° 59′ 28″ sud, 22° 40′ 41″ est |       |
| Verlorevlei (en)                                     | Cap-Occidental              |                                                                    | 28 juin 1991     | 15,00            | 1 - 5              | 525                | 68171            | 32° 20′ 38″ sud, 18° 25′ 12″ est |       |
| Embouchure de l'Orange                               | Cap-Nord                    |                                                                    | 28 juin 1991     | 20,00            | 0                  | 526                | 68172            | 28° 36′ 00″ sud, 16° 28′ 30″ est |       |
| Baie de Kosi (en)                                    | KwaZulu-Natal               |                                                                    | 28 juin 1991     | 109,82           | 0 - 102            | 527                | 68173            | 27° 01′ 05″ sud, 32° 49′ 37″ est |       |
| Lac Sibhayi (en)                                     | KwaZulu-Natal               |                                                                    | 28 juin 1991     | 77,50            | 20                 | 528                | 68174            | 27° 20′ 56″ sud, 32° 40′ 16″ est |       |
| Parc Natal Drakensberg                               | KwaZulu-Natal               | Compris dans le parc du Drakensberg, inscrit au patrimoine mondial | 21 janvier 1997  | 2 428,13         | 1 300 - 3 377      | 886                | 145552           | 29° 23′ 35″ sud, 29° 24′ 29″ est |       |
| Réserve de faune de Ndumo (en)                       | KwaZulu-Natal               |                                                                    | 21 janvier 1997  | 101,17           | 18 - 170           | 887                | 145553           | 26° 52′ 52″ sud, 32° 15′ 58″ est |       |
| Réserve naturelle Seekoeivlei (en)                   | État libre                  |                                                                    | 21 janvier 1997  | 47,54            | 1 680 - 1 700      | 888                | 145554           | 27° 35′ 35″ sud, 29° 35′ 28″ est |       |
| Réserve naturelle de Nylsvley (en)                   | Limpopo                     |                                                                    | 7 juillet 1998   | 39,70            | 1 080 - 1 154      | 952                | 166752           | 24° 38′ 53″ sud, 28° 41′ 49″ est |       |
| Réserve naturelle Verloren Valei (en)                | Mpumalanga                  |                                                                    | 16 octobre 2001  | 58,91            | 2 049 - 2 214      | 1110               | 900708           | 25° 18′ 47″ sud, 30° 06′ 43″ est |       |
| Zones humides de Makuleke (en)                       | Limpopo                     |                                                                    | 22 mai 2007      | 77,57            | 190 - 235          | 1687               | 903060           | 22° 23′ 17″ sud, 31° 12′ 18″ est |       |
| Îles du Prince-Édouard                               | Cap-Occidental              |                                                                    | 22 mai 2007      | 375,00           | 1 230              | 1688               | 903059           | 46° 52′ 12″ sud, 37° 46′ 05″ est |       |
| Réserve naturelle de Ntsikeni (en)                   | KwaZulu-Natal               |                                                                    | 2 février 2010   | 92,00            | 1 580 - 2 321      | 1904               | 555542732        | 30° 07′ 59″ sud, 29° 28′ 01″ est |       |
| Réserve naturelle uMgeni Vlei (en)                   | KwaZulu-Natal               |                                                                    | 19 mars 2013     | 9,58             | 1 828 - 1 840      | 2132               | 555558453        | 29° 29′ 35″ sud, 29° 49′ 44″ est |       |
| Réserve naturelle False Bay (en)                     | Cap-Occidental              |                                                                    | 2 février 2015   | 15,42            | 5 - 7              | 2219               | 555571008        | 34° 04′ 01″ sud, 18° 29′ 53″ est |       |
| Système d'estuaire Bot-Kleinmond (en)                | Cap-Occidental              |                                                                    | 31 janvier 2017  | 13,4978          | -4 - 20            | 2291               | 555571057        | 34° 20′ 38″ sud, 19° 06′ 43″ est |       |
| Réserve naturelle de l'île de Dassen                 | Cap-Occidental              |                                                                    | 29 mars 2019     | 7,37             | 0 - 16             | 2383               |                  | 33° 25′ 23″ sud, 18° 05′ 10″ est |       |
|                                                      | Cap-Occidental              |                                                                    | 29 mars 2019     | 2,88             | 0 - 7              | 2384               |                  | 34° 41′ 06″ sud, 19° 25′ 01″ est |       |
| Réserve montagneuse de Kgaswane (en)                 | Nord-Ouest                  |                                                                    | 29 mars 2019     | 49,524           | 1 200 - 1 680      | 2385               |                  | 25° 43′ 30″ sud, 27° 12′ 25″ est |       |
| Réserve naturelle d'Ingula                           | KwaZulu-Natal et État libre |                                                                    | 1er mars 2021    | 80,84            | de 1 260 à 1 900 m | 2446               |                  | 28° 15′ 25″ sud, 29° 34′ 18″ est |       |
| Estuaire du Berg                                     | Cap-Occidental              |                                                                    | 1er février 2022 | 11,628           |                    | 2466               |                  | 32° 51′ 15″ sud, 18° 15′ 27″ est |       |